# Radio Corporation of America
Radio Corporation of America, também conhecida como RCA ou RCA Corporation (a partir de 1969), foi uma empresa norte-americana de eletrônicos, cuja fundação data de 1919. Inicialmente, foi fundada como uma subsidiária da General Electric que, em 1932, tornou-se independente devido a uma ação antitruste do governo americano.
Pioneira no setor de telecomunicações, dominou o mercado de eletrônicos e de comunicação nos Estados Unidos por mais de 5 décadas. Nos anos 1920, foi uma das maiores fabricantes de aparelhos receptores de rádio, mantendo-se no topo da crescente indústria do rádio. Na mesma época, fundou a primeira rede de rádio dos Estados Unidos, a National Broadcasting Company (NBC). Nas décadas seguintes, tornou-se, também, pioneira na introdução e no desenvolvimento da televisão, tanto em preto e branco quanto em cores. Neste período de ascensão e dominância no mercado, a empresa ficou identificada com a liderança de David Sarnoff: gerente geral quando a empresa foi fundada, tornou-se presidente em 1930 e continuou na ativa mesmo após a sua presidência, como membro do conselho até o ano de 1969.
A empresa entrou em decadência em meados dos anos 1970, quando tentou diversificar e expandir suas operações em um conglomerado. Assim, a empresa sofreu com enormes perdas no mercado de computadores, com diversos projetos que terminaram em fracasso. Em 1986, a RCA foi readquirida pela General Electric que liquidou as diversas empresas do grupo nos anos subsequentes. Hoje em dia, a RCA existe apenas como marcas registradas pertencentes à Sony Music (a RCA Records, principalmente) e à Technicolor Motion Picture Corporation, que as licenciam para outras empresas.